# Przylądek Zachodni
Przylądek Zachodni (ang. West Cape) – najbardziej na zachód wysunięty punkt położony na południu Wyspy Południowej w Nowej Zelandii. Wchodzi w skład Parku Narodowego Fiordland.